# Instrument de préadhésion
Les instruments de préadhésion sont constitués des apports financiers, techniques et humains intégrés au sein de divers programmes communautaires de l'Union européenne et destinés à amener les pays candidats ou aux candidats potentiels à l’adhésion à se rapprocher des États membres.

## Liste des programmes
- Instrument d'aide de préadhésion[1] (IAP) 2007-2013 et (IAP II) 2014-2020
- Programme d'aide communautaire aux pays d'Europe centrale et orientale[2] (PHARE) 2000-2006
- Programme de coopération transfrontalière[3],[4] (PHARE CBC) 2000-2006
- Instrument structurel de préadhésion[5] (ISPA) 2000-2006
- Instrument agricole de préadhésion[6] (SAPARD) 2000-2006
- Assistance communautaire pour la reconstruction, le développement et la stabilisation[7] (CARDS) 2000-2006
- Programme de reconstruction de la Commission européenne au Kosovo[8] (OBNOVA) 1999 -
- Instrument européen de voisinage et de partenariat (IEVP - destiné aux États partenaires de la Politique européenne de voisinage)[9] 2007 -

## Objectifs
Les programmes diffèrent sur les réponses apportées mais ils visent à rapprocher les États candidats et candidats potentiels et ceux membres sur différents critères :
- politique : démocratie et État de droit, droits de l'homme et protection des minorités, questions régionales et obligations internationales, administration civile transitoire et dialogue avec la société civile
- économie : compétitivité, coopération avec les institutions financières internationales, éducation et jeunesse
- fondamentaux juridiques : alignement de la législation et des normes sur la réglementation européenne, en particulier dans les domaines suivants: libre circulation des marchandises, propriété intellectuelle et industrielle, questions vétérinaires, transports, énergie, douanes et fiscalité, statistiques, environnement, TAIEX, sécurité nucléaire et radioprotection.
- développement des transports, de l'agriculture, de l'environnement et développement économique
- coopération transfrontalière entre les États membres et avec les partenaires extérieurs

## Partenaires
Les partenariats noués avec les États tiers sont évolutifs dans leurs frontières et variables selon les objectifs enregistrés et les étapes successives de l'élargissement de l'UE..
Pays de l'ex bloc de l'Est
- Estonie - État membre depuis le 1er mai 2004
- Hongrie - État membre depuis le 1er mai 2004
- Lettonie - État membre depuis le 1er mai 2004
- Lituanie - État membre depuis le 1er mai 2004
- Pologne - État membre depuis le 1er mai 2004
- République tchèque - État membre depuis le 1er mai 2004
- Slovaquie - État membre depuis le 1er mai 2004
- Slovénie - État membre depuis le 1er mai 2004

Pays d'Europe du Sud-Est
- Albanie - État candidat reconnu
- Bulgarie - État membre depuis le 1er janvier 2007
- Bosnie-Herzégovine - État candidat pas encore reconnu
- Croatie - État membre depuis le 1er juillet 2013
- Kosovo - État candidat potentiel
- Macédoine du Nord - État candidat reconnu
- Monténégro - État candidat reconnu
- Roumanie - État membre depuis le 1er janvier 2007
- Serbie - État candidat reconnu
- Slovénie - État membre depuis le 1er mai 2004

Pays méditerranéens
- Chypre - État membre depuis le 1er mai 2004
- Malte - État membre depuis le 1er mai 2004
- Turquie - État candidat reconnu

Pays nordique
- Islande - Fin de partenariat en 2010